# Карло III (герцог Савойський)
Ка́рло III Добрий (італ. Carlo III; 10 жовтня 1486 — 17 серпня 1553) — герцог Савойський (1504—1553). Представник Савойського дому. Народився в Шазе-сюр-Ені, Савоя. Успадував Савойське герцогство після смерті брата Філіберта. Був союзником імператора Карла V, ворогував із своїм племінником французьким королем Франициском I. Одружився із португальською інфантою Беатрисою, донькою португальського короля Мануела І (1521). Безуспішно воював проти швейцарців, втратив контроль над Женевою, Лозанною і Во (1534—1535). Внаслідок французької окупації Савойського герцогства (1536) був змушений поневірятися закордоном, жив у вигнанні. Помер у Верчеллі. Прізвисько — До́брий (італ. il Buono).

## Імена
- Ка́рло III (італ. Carlo III) — у італійських джерелах.
- Ка́рл III (нім. Karl III) — у німецьких джерелах.
- Ка́роль II (лат. Carolus II, Karolus II) — у латинських джерелах, за його власним підписом.
- Ша́рль III (фр. Charles III) — у французьких джерелах.
- Ка́рло До́брий (італ. Carlo il Buono) — за прізвиськом.
- Ка́рло Саво́йський (італ. Carlo di Savoia) — за прізвиськом.

## Біографія
Карло III народився 10 жовтня 1486 року в Шазе-сюр-Ені, Савоя. Він був молодшим сином савойського герцога Філіппо II і його другої дружини Клаудіни Бросської.
16 квітня 1496 року Філіппо II успадкував Савойське герцогство від свого небожа Карла II. Його син Філіберт перейняв герцогство 1497 року, але 10 вересня 1504 року передчасно помер. Новим головою Савойського дому і герцогства став 18-річний Карло III, якого не готували до цього. Подібно до своїх попередників він титулував себе «князем П'ємонтським, графом Аостським, Моріанським і Ніццьким, королем Кіпру і Єрусалиму, хранителем Туринської плащаниці».
8 квітня 1521 року в Вільфранші Карло одружився із португальською інфантою Беатрисою, донькою португальського короля Мануела І. У шлюбі подружжя мало 9 дітей, але повноліття досягнів лише один з них — Еммануїл Філіберт.
У зовнішній політиці Карло був союзником імператора Карла V Габсбурга, ворогував із своїм племінником французьким королем Франициском I. Французькі війська декілька разів нападали на Савойське герцогство, а 1536 року захопили майже усі його володіння. Карло був змушений провести решту життя у вигнанні, при дворах своїх родичів.
Одночасно, у 1530—1535 роках вів війну проти швейцарців-протестанів, які прагнули незалежності. 1530 року він ув'язнив у Шільонському замку Франсуа Бонівара. Втратив контроль над Женевою, Лозанною і Во.
Карло III помер 17 серпня 1553 року в Верчеллі. Його герцогський престол перейшов до його сина Емануеля.

## Родина
Дружина — Беатриса, герцогиня Савойська
Діти: (у пари було 9 дітей, але повноліття досягнів лише один)
- Еммануїл Філіберт (1528-1580), герцог Савойський